# Dielocroce necrosia
Dielocroce necrosia är en insektsart som först beskrevs av Navás 1913.  Dielocroce necrosia ingår i släktet Dielocroce och familjen Nemopteridae. Inga underarter finns listade i Catalogue of Life.